# Stewkley
Stewkley – wieś w Anglii, w hrabstwie Buckinghamshire, w dystrykcie (unitary authority) Buckinghamshire. Leży 64 km na północny zachód od centrum Londynu. W 2011 miejscowość liczyła 1840 mieszkańców.